# Australian Associated Press
Australian Associated Press (AAP) er et australsk nyhedsbureau, grundlagt i Sydney 1935. Det er ejet af News Corp Australia (45%), Fairfax Media (47%) og Seven West Media (8%).